# Anjihai
Anjihai (kinesiska: 安集海, 安集海镇) är en köping i Kina. Den ligger i den autonoma regionen Xinjiang, i den nordvästra delen av landet, omkring 190 kilometer väster om regionhuvudstaden Ürümqi. Antalet invånare är 15 716. Befolkningen består av 7 586 kvinnor och 8 130 män. Barn under 15 år utgör 19,0 %, vuxna 15-64 år 72 %, och äldre över 65 år 7,0 %.
Runt Anjihai är det glesbefolkat, med 16 invånare per kvadratkilometer. Anjihai är det största samhället i trakten. Trakten runt Anjihai består i huvudsak av gräsmarker.
Genomsnittlig årsnederbörd är 300 millimeter. Den regnigaste månaden är juli, med i genomsnitt 62 mm nederbörd, och den torraste är januari, med 11 mm nederbörd.